# Hopman Cup 1990
De Hopman Cup 1990 werd gehouden van dinsdag 26 december 1989 tot en met maandag 1 januari 1990 op de hardcourtbinnenbanen van de Burswood Entertainment Complex in de Australische stad Perth.
Het toernooi was een eliminatietoernooi gespeeld met twaalf teams. Waarbij er acht teams geplaatst waren, de top vier was vrijgeloot in de eerste ronde

## Deelnemers naar ranglijstpositie
| nr. | land              | team                                 | WTA+ATP- rang1 | resultaat    |
| --- | ----------------- | ------------------------------------ | -------------- | ------------ |
| 1.  | Verenigde Staten  | Pam Shriver / John McEnroe           |                | finale       |
| 2.  | Spanje            | Arantxa Sánchez / Emilio Sánchez     |                | winnaars     |
| 3.  | Tsjecho-Slowakije | Helena Suková / Petr Korda           |                | kwartfinale  |
| 4.  | Sovjet-Unie       | Natallja Zverava / Andrej Tsjesnokov |                | kwartfinale  |
| 5.  | Australië         | Hana Mandlíková / Mark Woodforde     |                | halve finale |
| 6.  | Frankrijk         | Isabelle Demongeot / Yannick Noah    |                | kwartfinale  |
| 7.  | Oostenrijk        | Barbara Paulus / Thomas Muster       |                | kwartfinale  |
| 8.  | Italië            | Laura Golarsa / Paolo Canè           |                | kwartfinale  |
| -   | Joegoslavië       | Sabrina Goleš / Slobodan Živojinović |                | eerste ronde |
| -   | Nederland         | Brenda Schultz / Michiel Schapers    |                | eerste ronde |
| -   | Nieuw-Zeeland     | Belinda Cordwell / Kelly Evernden    |                | eerste ronde |
| -   | Zweden            | Maria Lindström / Mikael Pernfors    |                | eerste ronde |

## Spelregels
In dit toernooi bestaat een landenontmoeting uit drie partijen (rubbers): in het vrouwenenkelspel, mannenenkelspel en gemengd dubbelspel. De partijen werden gespeeld om twee-uit-drie sets.

## Speelschema

### Eliminatiefase
| Eerste ronde | Eerste ronde  | Eerste ronde |  |  | Kwartfinale | Kwartfinale       | Kwartfinale |  |  | Halve finale | Halve finale      | Halve finale |  |  | Finale | Finale           | Finale |
|              |               |              |  |  |             |                   |             |  |  |              |                   |              |  |  |        |                  |        |
|              |               |              |  |  |             |                   |             |  |  |              |                   |              |  |  |        |                  |        |
|              |               |              |  |  | 1           | Verenigde Staten  | 3           |  |  |              |                   |              |  |  |        |                  |        |
|              | Zweden        | 1            |  |  | 8           | Italië            | 0           |  |  |              |                   |              |  |  |        |                  |        |
| 8            | Italië        | 2            |  |  |             |                   |             |  |  | 1            | Verenigde Staten  | 3            |  |  |        |                  |        |
|              |               |              |  |  |             |                   |             |  |  | 5            | Australië         | 0            |  |  |        |                  |        |
|              |               |              |  |  | 4           | Sovjet-Unie       | 0           |  |  |              |                   |              |  |  |        |                  |        |
|              | Joegoslavië   | 0            |  |  | 5           | Australië         | 3           |  |  |              |                   |              |  |  |        |                  |        |
| 5            | Australië     | 3            |  |  |             |                   |             |  |  |              |                   |              |  |  | 1      | Verenigde Staten | 1      |
| 6            | Frankrijk     | 2            |  |  |             |                   |             |  |  |              |                   |              |  |  | 2      | Spanje           | 2      |
|              | Nederland     | 1            |  |  | 6           | Frankrijk         | 0           |  |  |              |                   |              |  |  |        |                  |        |
|              |               |              |  |  | 3           | Tsjecho-Slowakije | 3           |  |  |              |                   |              |  |  |        |                  |        |
|              |               |              |  |  |             |                   |             |  |  | 3            | Tsjecho-Slowakije | 1            |  |  |        |                  |        |
| 7            | Oostenrijk    | 3            |  |  |             |                   |             |  |  | 2            | Spanje            | 2            |  |  |        |                  |        |
|              | Nieuw-Zeeland | 0            |  |  | 7           | Oostenrijk        | 1           |  |  |              |                   |              |  |  |        |                  |        |
|              |               |              |  |  | 2           | Spanje            | 2           |  |  |              |                   |              |  |  |        |                  |        |
|              |               |              |  |  |             |                   |             |  |  |              |                   |              |  |  |        |                  |        |

### Eerste ronde

#### Zweden – Italië
| Vlag van Zweden | Zweden 1 | Perth, Australië 26 december 1989 hardcourt (i) | Perth, Australië 26 december 1989 hardcourt (i) | Perth, Australië 26 december 1989 hardcourt (i) | Italië 2 | Vlag van Italië |

|   |                                                              |                                                              | 1   | 2   | 3   |  |
| - | ------------------------------------------------------------ | ------------------------------------------------------------ | --- | --- | --- |  |
| 1 | Mikael Pernfors Laura Golarsa                                | Mikael Pernfors Laura Golarsa                                | 3 6 | 6 4 | 6 3 |  |
| 2 | Mikael Pernfors / Maria Lindström Laura Golarsa / Paolo Canè | Mikael Pernfors / Maria Lindström Laura Golarsa / Paolo Canè | 5 7 | 3 6 |     |  |
| 3 | Maria Lindström Laura Golarsa                                | Maria Lindström Laura Golarsa                                | 1 6 | 1 6 |     |  |

#### Joegoslavië – Australië
| Vlag van Joegoslavië (1943-1992) | Joegoslavië 0 | Perth, Australië 26 december 1989 hardcourt (i) | Perth, Australië 26 december 1989 hardcourt (i) | Perth, Australië 26 december 1989 hardcourt (i) | Australië 3 | Vlag van Australië |

|   |                                                                       |                                                                       | 1   | 2   | 3 |  |
| - | --------------------------------------------------------------------- | --------------------------------------------------------------------- | --- | --- | - |  |
| 1 | Slobodan Živojinović Mark Woodforde                                   | Slobodan Živojinović Mark Woodforde                                   | 1 6 | 1 6 |   |  |
| 2 | Sabrina Goleš / Slobodan Živojinović Hana Mandlíková / Mark Woodforde | Sabrina Goleš / Slobodan Živojinović Hana Mandlíková / Mark Woodforde | 1 6 | 5 7 |   |  |
| 3 | Sabrina Goleš Hana Mandlíková                                         | Sabrina Goleš Hana Mandlíková                                         | 0 6 | 0 6 |   |  |

#### Frankrijk – Nederland
| Vlag van Frankrijk | Frankrijk 2 | Perth, Australië 27 december 1989 hardcourt (i) | Perth, Australië 27 december 1989 hardcourt (i) | Perth, Australië 27 december 1989 hardcourt (i) | Nederland 1 | Vlag van Nederland |

|   |                                                                     |                                                                     | 1   | 2    | 3    |  |
| - | ------------------------------------------------------------------- | ------------------------------------------------------------------- | --- | ---- | ---- |  |
| 1 | Isabelle Demongeot Brenda Schultz                                   | Isabelle Demongeot Brenda Schultz                                   | 4 6 | 7 5  | 6 4  |  |
| 2 | Isabelle Demongeot / Yannick Noah Brenda Schultz / Michiel Schapers | Isabelle Demongeot / Yannick Noah Brenda Schultz / Michiel Schapers | 3 6 | 2 6  |      |  |
| 3 | Yannick Noah Michiel Schapers                                       | Yannick Noah Michiel Schapers                                       | 4 6 | 7 63 | 7 67 |  |

#### Oostenrijk – Nieuw-Zeeland
| Vlag van Oostenrijk | Oostenrijk 3 | Perth, Australië 27 december 1989 hardcourt (i) | Perth, Australië 27 december 1989 hardcourt (i) | Perth, Australië 27 december 1989 hardcourt (i) | Nieuw-Zeeland 0 | Vlag van Nieuw-Zeeland |

|   |                                                                  |                                                                  | 1   | 2   | 3   |  |
| - | ---------------------------------------------------------------- | ---------------------------------------------------------------- | --- | --- | --- |  |
| 1 | Thomas Muster Kelly Evernden                                     | Thomas Muster Kelly Evernden                                     | 6 3 | 6 2 |     |  |
| 2 | Barbara Paulus / Thomas Muster Belinda Cordwell / Kelly Evernden | Barbara Paulus / Thomas Muster Belinda Cordwell / Kelly Evernden | 7 5 | 5 7 | 6 4 |  |
| 3 | Barbara Paulus Belinda Cordwell                                  | Barbara Paulus Belinda Cordwell                                  | 6 1 | 6 2 |     |  |

### Kwartfinale

#### Verenigde Staten – Italië
| Vlag van Verenigde Staten | Verenigde Staten 3 | Perth, Australië 30 december 1989 hardcourt (i) | Perth, Australië 30 december 1989 hardcourt (i) | Perth, Australië 30 december 1989 hardcourt (i) | Italië 0 | Vlag van Italië |

|   |                                                       |                                                       | 1   | 2   | 3   |  |
| - | ----------------------------------------------------- | ----------------------------------------------------- | --- | --- | --- |  |
| 1 | Pam Shriver Laura Golarsa                             | Pam Shriver Laura Golarsa                             | 6 2 | 6 4 |     |  |
| 2 | Pam Shriver / John McEnroe Laura Golarsa / Paolo Canè | Pam Shriver / John McEnroe Laura Golarsa / Paolo Canè | 6 1 | 6 4 |     |  |
| 3 | John McEnroe Paolo Canè                               | John McEnroe Paolo Canè                               | 6 4 | 4 6 | 6 4 |  |

#### Sovjet-Unie – Australië
| Vlag van Sovjet-Unie | Sovjet-Unie 0 | Perth, Australië 28 december 1989 hardcourt (i) | Perth, Australië 28 december 1989 hardcourt (i) | Perth, Australië 28 december 1989 hardcourt (i) | Australië 3 | Vlag van Australië |

|   |                                                                       |                                                                       | 1   | 2   | 3 |  |
| - | --------------------------------------------------------------------- | --------------------------------------------------------------------- | --- | --- | - |  |
| 1 | Natallja Zverava Hana Mandlíková                                      | Natallja Zverava Hana Mandlíková                                      | 1 6 | 4 6 |   |  |
| 2 | Natallja Zverava / Andrej Tsjesnokov Hana Mandlíková / Mark Woodforde | Natallja Zverava / Andrej Tsjesnokov Hana Mandlíková / Mark Woodforde | 3 6 | 2 6 |   |  |
| 3 | Andrej Tsjesnokov Mark Woodforde                                      | Andrej Tsjesnokov Mark Woodforde                                      | 4 6 | 2 6 |   |  |

#### Frankrijk – Tsjecho-Slowakije
| Vlag van Frankrijk | Frankrijk 0 | Perth, Australië 29 december 1989 hardcourt (i) | Perth, Australië 29 december 1989 hardcourt (i) | Perth, Australië 29 december 1989 hardcourt (i) | Tsjecho-Slowakije 3 | Vlag van Tsjecho-Slowakije |

|   |                                                              |                                                              | 1   | 2   | 3   |  |
| - | ------------------------------------------------------------ | ------------------------------------------------------------ | --- | --- | --- |  |
| 1 | Isabelle Demongeot Helena Suková                             | Isabelle Demongeot Helena Suková                             | 4 6 | 6 3 | 5 7 |  |
| 2 | Isabelle Demongeot / Yannick Noah Helena Suková / Petr Korda | Isabelle Demongeot / Yannick Noah Helena Suková / Petr Korda | 4 6 | 7 5 | 5 7 |  |
| 3 | Yannick Noah Petr Korda                                      | Yannick Noah Petr Korda                                      | 6 7 | 1 6 |     |  |

#### Oostenrijk – Spanje
| Vlag van Oostenrijk | Oostenrijk 1 | Perth, Australië 29 december 1989 hardcourt (i) | Perth, Australië 29 december 1989 hardcourt (i) | Perth, Australië 29 december 1989 hardcourt (i) | Spanje 2 | Vlag van Spanje |

|   |                                                                 |                                                                 | 1   | 2   | 3   |  |
| - | --------------------------------------------------------------- | --------------------------------------------------------------- | --- | --- | --- |  |
| 1 | Barbara Paulus Arantxa Sánchez                                  | Barbara Paulus Arantxa Sánchez                                  | 4 6 | 7 6 | 5 7 |  |
| 2 | Barbara Paulus / Thomas Muster Arantxa Sánchez / Emilio Sánchez | Barbara Paulus / Thomas Muster Arantxa Sánchez / Emilio Sánchez | 6 7 | 4 6 |     |  |
| 3 | Thomas Muster Emilio Sánchez                                    | Thomas Muster Emilio Sánchez                                    | 6 7 | 6 2 | 6 4 |  |

### Halve finale

#### Verenigde Staten – Australië
| Vlag van Verenigde Staten | Verenigde Staten 3 | Perth, Australië 31 december 1989 hardcourt (i) | Perth, Australië 31 december 1989 hardcourt (i) | Perth, Australië 31 december 1989 hardcourt (i) | Australië 0 | Vlag van Australië |

|   |                                                             |                                                             | 1   | 2    | 3 |  |
| - | ----------------------------------------------------------- | ----------------------------------------------------------- | --- | ---- | - |  |
| 1 | John McEnroe Mark Woodforde                                 | John McEnroe Mark Woodforde                                 | 6 3 | 6 3  |   |  |
| 2 | Pam Shriver / John McEnroe Hana Mandlíková / Mark Woodforde | Pam Shriver / John McEnroe Hana Mandlíková / Mark Woodforde | 6 4 | 7 65 |   |  |
| 3 | Pam Shriver Hana Mandlíková                                 | Pam Shriver Hana Mandlíková                                 | w/o |      |   |  |

#### Tsjecho-Slowakije – Spanje
| Vlag van Tsjecho-Slowakije | Tsjecho-Slowakije 1 | Perth, Australië 30 december 1989 hardcourt (i) | Perth, Australië 30 december 1989 hardcourt (i) | Perth, Australië 30 december 1989 hardcourt (i) | Spanje 2 | Vlag van Spanje |

|   |                                                             |                                                             | 1    | 2    | 3   |  |
| - | ----------------------------------------------------------- | ----------------------------------------------------------- | ---- | ---- | --- |  |
| 1 | Petr Korda Emilio Sánchez                                   | Petr Korda Emilio Sánchez                                   | 63 7 | 4 6  |     |  |
| 2 | Helena Suková / Petr Korda Arantxa Sánchez / Emilio Sánchez | Helena Suková / Petr Korda Arantxa Sánchez / Emilio Sánchez | 6 1  | 6 2  |     |  |
| 3 | Helena Suková Arantxa Sánchez                               | Helena Suková Arantxa Sánchez                               | 6 3  | 63 7 | 6 7 |  |

### Finale

#### Verenigde Staten – Spanje
| Vlag van Verenigde Staten | Verenigde Staten 1 | Perth, Australië 1 januari 1990 hardcourt (i) | Perth, Australië 1 januari 1990 hardcourt (i) | Perth, Australië 1 januari 1990 hardcourt (i) | Spanje 2 | Vlag van Spanje |

|   |                                                             |                                                             | 1   | 2   | 3   |  |
| - | ----------------------------------------------------------- | ----------------------------------------------------------- | --- | --- | --- |  |
| 1 | John McEnroe Emilio Sánchez                                 | John McEnroe Emilio Sánchez                                 | 7 5 | 5 7 | 5 7 |  |
| 2 | Pam Shriver / John McEnroe Arantxa Sánchez / Emilio Sánchez | Pam Shriver / John McEnroe Arantxa Sánchez / Emilio Sánchez | 6 3 | 6 2 |     |  |
| 3 | Pam Shriver Arantxa Sánchez                                 | Pam Shriver Arantxa Sánchez                                 | 3 6 | 3 6 |     |  |